# Смелое (Сумская область)
Сме́лое (укр. Сміле) — село,
Смеловский сельский совет,
Роменский район,
Сумская область,
Украина.
Код КОАТУУ — 5924188801. Население по переписи 2021 года составляло 1424 человек.
Является административным центром Смеловского сельского совета, в который, кроме того, входит село
Червоное.

## Географическое положение
Село Смелое находится на берегу реки Бишкинь, выше по течению на расстоянии в 4,5 км расположено село Сулимы, ниже по течению примыкает село Томашовка. На реке и пересыхающих ручьях несколько запруд. Через село проходит автомобильная дорога Т-1916.

## История
- Вблизи села Смелое находится курганный могильник скифских времен.
- Село Смелое основано в первой половине XVII века беглецами с Правобережной Украины.
- Впервые в письменных источниках село Смелое вспоминается в 1648 году.
- В 1653 году в селе Смелое жил старший сын Богдана Хмельницкого — Тимофей.
- В ноябре в 1708 года село за неповиновение было сожжено шведами[источник не указан 1226 дней].
- Во второй половине XVIII века здесь бывал народный мститель Семён Гаркуша, в отряде которого были и местные казаки.
- До 1960 года село Смелое было административным центром Смеловского района, который был образован постановлением ВУЦИК от 7 марта 1923 года из Смелянской, Чернече-Слободской, Хустянской, Бежевской, Гриневской и других волостей. В 1930 году Смеловский район был упразднён, 22 января 1935 года воссоздан за счет разукрупнения Недригайловского района, а 1 июня 1960 года вновь упразднён с передачей его территории в Бурынский, Конотопский, Недргиайловский и Роменский районы.

## Экономика
- Смеловской участок ООО «Урожайная краина»
- ООО"Смеловское инкубаторное предприятие"
- Смеловской участок ООО(РТП)

## Объекты социальной сферы
- Детский сад.
- Школа.
- Дом культуры.

## Достопримечательности
- Братская могила советских воинов.

## Известные люди
- Гордин, Владимир Николаевич (1882—1928) — писатель.
- Пархоменко, Владимир Александрович (1880—1942) — историк.
- Сахно Феодосий Иванович[значимость факта?] (1918—1988) книга «История Смилого»[что?]
- Синенко Николай Петрович (1911—1994) — изобретатель, автор многочисленных патентов и книг в области дизелестроения. Кандидат технических наук, член ученого совета ХИИТ, главный конструктор по тепловозному дизелестроению ЗТМ им Малышева.